# 国際公使館包囲戦
国際公使館包囲戦（こくさいこくしかんほういせん）は、1900年（明治33年）に義和団の乱の最中に清国の首都・北京で起こった戦いを指す。当時、北京には反キリスト教・反外国人農民運動であった義和団の暴動から避難してきた、主にヨーロッパ、日本、アメリカ大陸からの軍人、水兵、海兵、民間人からなる900人と中国人のキリスト教徒約2,800人が北京の公使館街北京公使館地区（東交民巷）に避難してきていた。

## 概要
日米欧からなる八カ国同盟軍が天津に侵攻した後、清国政府は正式な宣戦布告をしないまま、義和団側についた。公使館街にいた外国人と中国人キリスト教徒は清国軍と義和団による55日間の包囲から生還した。この包囲網は、中国沿岸から進軍してきた連合軍によって破られ、清軍を破って北京を軍事占領した。この包囲戦は『ザ・サン』紙によって「文明史上最も刺激的なエピソード」と呼ばれた。

## 映画
- 北京の55日（55 Days at Peking）- 1963年に製作・公開されたアメリカ合衆国の映画。